# Millennium Park

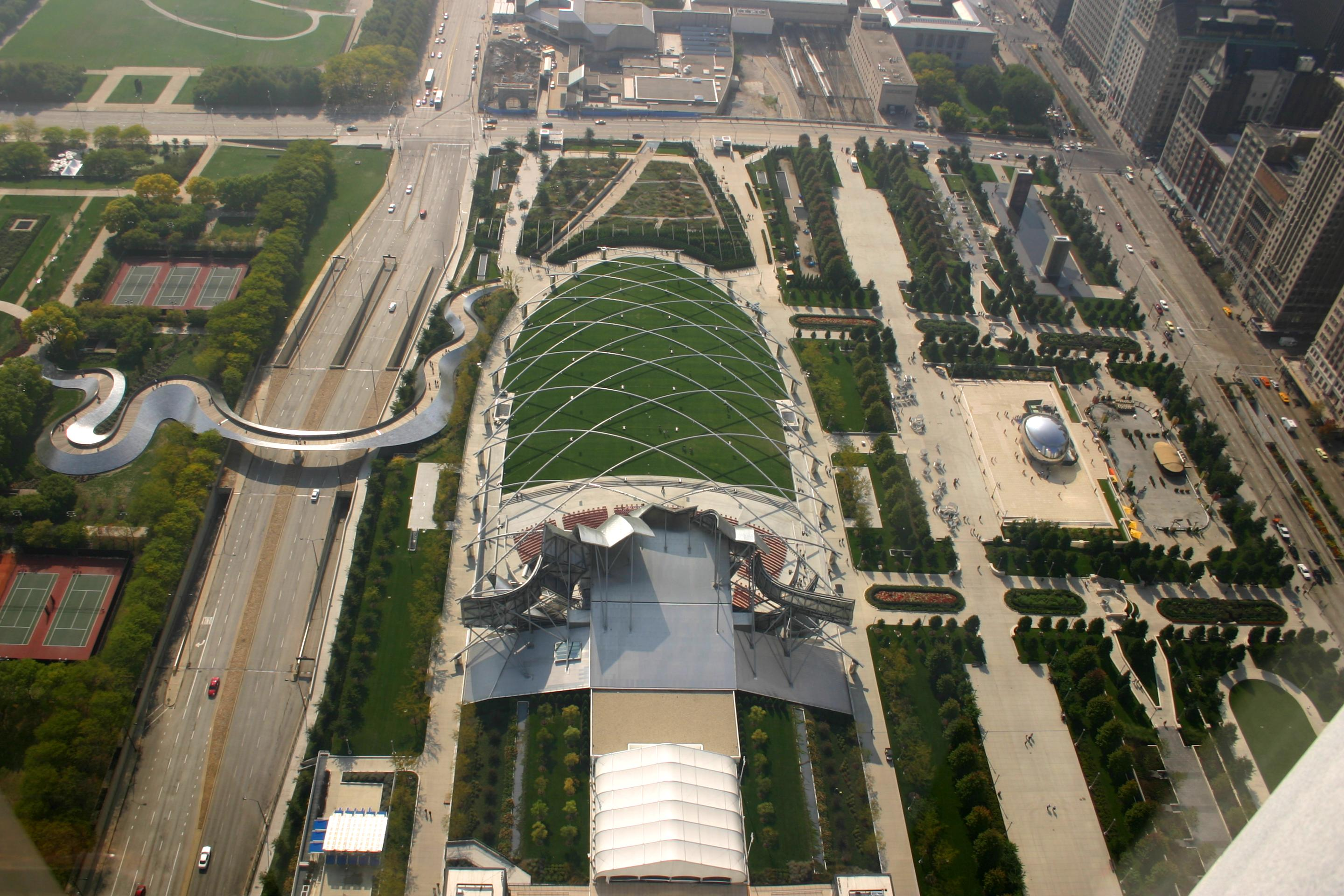
Millennium Park

Millennium Park is een park in Chicago. Het aangelegd op een voormalig rangeerterrein ten oosten van het bekende Michigan Avenue en maakt deel uit van het Grant Park tussen het stadscentrum en het Michiganmeer.
Het park heeft tientallen miljoenen dollars gekost en is vooral bekostigd door sponsoring van lokale bedrijven. De intentie was om het park voor de millenniumwisseling klaar te hebben. Dat lukte echter niet onder andere door geldgebrek en vertragingen tijdens de bouw van onder meer het podium. Uiteindelijk is het park in 2004 geopend.
Millennium Park is uitgegroeid tot een stedelijke ontmoetingsplaats waar culturele, economische en ecologische activiteiten in samenhang plaatsvinden. In het park is een enorm openluchttheater/podium (Pritzker Pavilion, ontworpen door Frank Gehry) met zowel zitplaatsen als een groot grasveld. Ook heeft Gehry een voetgangersbrug ontworpen aan de oostzijde van het park. Als andere bezienswaardigheid is Cloud Gate, een groot spiegelend kunstwerk van Anish Kapoor dat eruitziet als een boon van 10 meter hoog.
Daarnaast is er een grote fontein waar in de zomer honderden mensen verkoeling komen zoeken. Verder is er ook een vrij toegankelijke tuin waar honderden plantensoorten kunnen worden gevonden.
Het hele jaar door worden er gratis rondleidingen gegeven in Millennium Park door inwoners van Chicago. De rondleidingen starten vanaf het informatiegebouw aan de noordzijde van het park.

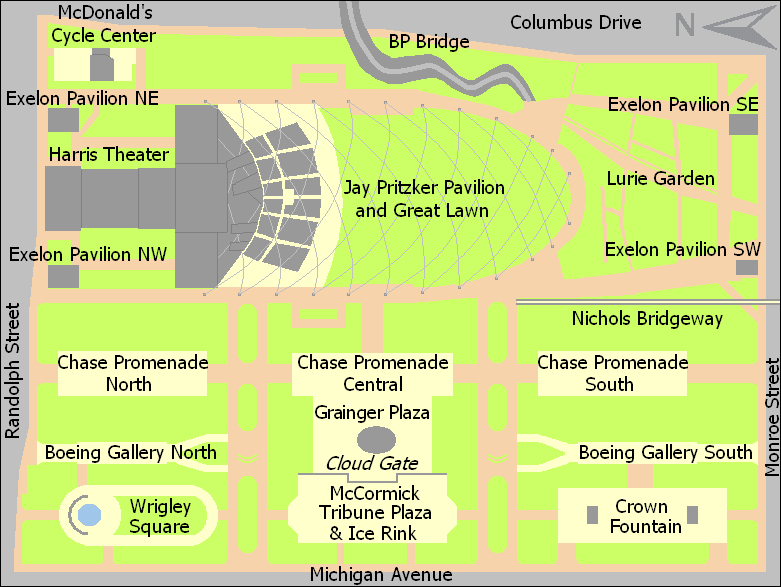
plattegrond
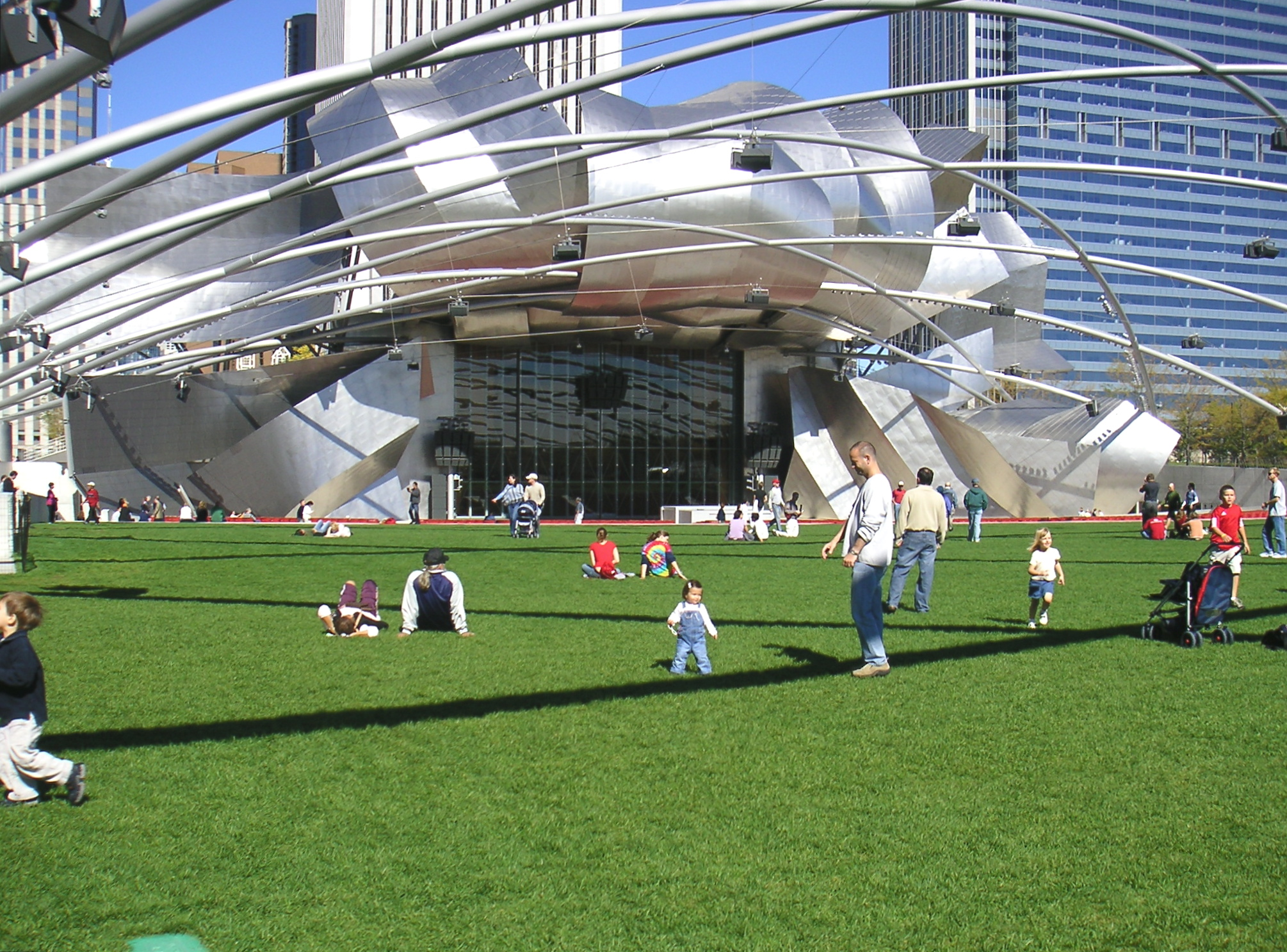
Pritzker Pavilion
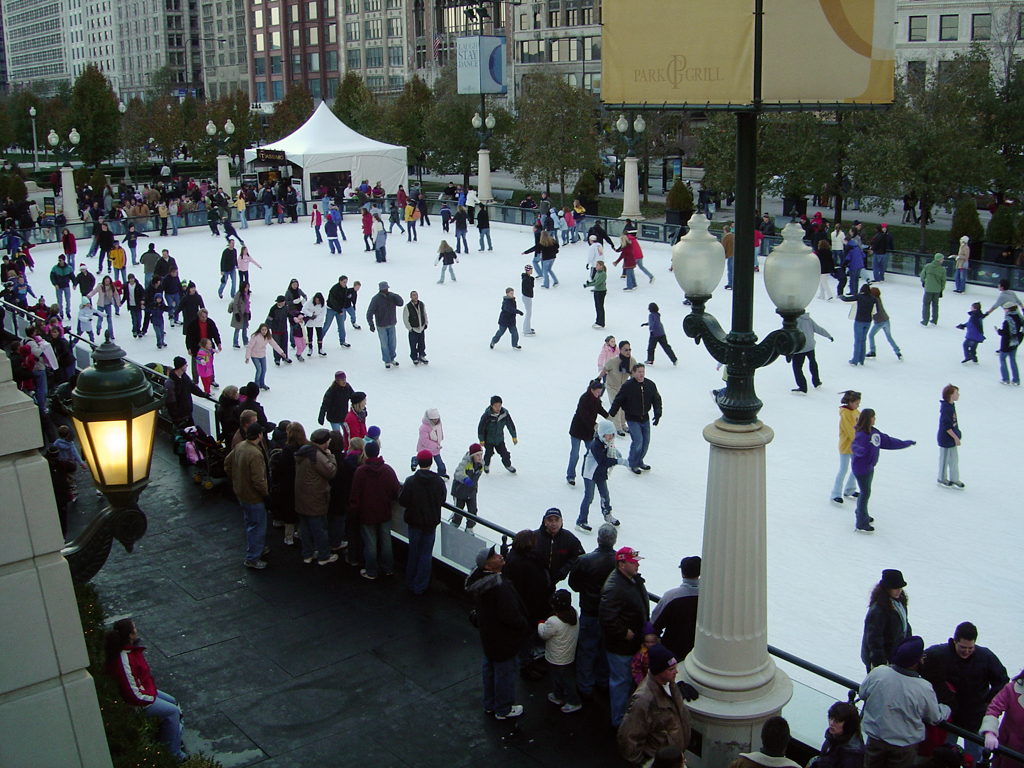
IJsbaan